# Petro Kuszłyk
Petro Iwanowycz Kuszłyk, ukr. Петро Іванович Кушлик, ros. Петр Иванович Кушлык, Piotr Iwanowicz Kuszłyk (ur. 22 marca 1951 w Kałuszu, w obwodzie iwanofrankowskim) – ukraiński piłkarz, grający na pozycji obrońcy, trener piłkarski.

## Kariera piłkarska

### Kariera klubowa
Rozpoczął karierę piłkarską w klubie Spartak Iwano-Frankiwsk, w którym występował przez 11 lat do 1981 roku.

## Kariera trenerska
Po zakończeniu kariery zawodniczej rozpoczął pracę trenerską. Najpierw pomagał trenować Prykarpattia Iwano-Frankowsk. W 1985 przez pół roku pracował w sztabie szkoleniowym Podilla Chmielnicki, po czym wrócił do Prykarpattia. Od lata 1986 do 1988 prowadził amatorski zespół Bystrycia Nadwórna, z którym zdobył mistrzostwo i Puchar Ukraińskiej SRR spośród drużyn amatorskich. Potem pracował w sztabie szkoleniowym Prykarpattia Iwano-Frankiwsk na stanowisku starszego trenera. Prowadził rodzimy Chimik Kałusz. W latach 1992–2000 trenował drugoligowe i trzecioligowe polskie kluby m.in. Granat Skarżysko-Kamienna, Avia Świdnik, ZKS Tłoki Gorzyce (1996-1997) i Hetman Włoszczowa. W sezonie 2000/001 objął stanowisko głównego trenera Widzewa Łódź, z którym pracował przez 5 miesięcy (14 kolejek). W 2001 powrócił do Ukrainy, gdzie został starszym trenerem Wołyni Łuck, pomagając trenować Witalijewu Kwarcianemu. Na początku września 2005 został zaproszony na stanowisko głównego trenera w Zakarpattia Użhorod. W sierpniu 2007 przez niestabilne finansowanie oraz nikłe zainteresowanie klubem władzami podał się do dymisji. W styczniu 2011 objął stanowisko głównego trenera Prykarpattia Iwano-Frankiwsk, ale już w połowie marca przeniósł się na inne stanowisko w iwano-frankowskim klubie. Po tym, jak Prykarpattia latem spadł do Drugiej Ligi, w lipcu 2011 ponownie objął stanowisko głównego trenera. W lipcu 2016 dołączył do sztabu szkoleniowego litewskiego klubu Lietava Janów.

## Sukcesy i odznaczenia

### Sukcesy klubowe
- mistrz Ukraińskiej SRR: 1972

### Sukcesy trenerskie
- wicemistrz II ligi i III ligi Polski: 1993, 1995, 1997, 1998[11]
- mistrz Ukraińskiej Pierwszej Lihi: 2002

### Odznaczenia
- tytuł Mistrza Sportu ZSRR: 1976
- tytuł Zasłużonego Trenera Ukrainy: 2003